# OWL Arena
OWL Arena je otevřená multifunkční aréna sloužící jako centrální dvorec tenisového areálu ve městě Halle, ležícím v německé spolkové zemi Severní Porýní-Vestfálsko, v regionu Ostwestfalen-Lippe. Byla otevřena v roce 1992 a její kapacita činí 12 300 diváků. V letech 1993–2020 nesla název Gerry-Weber-Stadion.

## Charakteristika a události
V červnovém termínu se, od sezóny 1993, v aréně každoročně koná mužský profesionální turnaj v tenise Noventi Open, jeden z mála v rámci okruhu ATP Tour hraný na travnatém povrchu.
Stadión je opatřen zatahovací střechou, která uzavře dvorec před deštěm za 88 sekund a následně hra může pokračovat. Konají se v něm další sportovní klání v házené, basketbalu, volejbalu a boxu, stejně tak i hudební koncerty.
V únoru 2006 se v něm odehrálo 1. kolo Světové skupiny Davisova poháru, v němž Německo podlehlo Francii 2:3 na zápasy. V lednu 2007 hostil několik utkání mistrovství světa v házené mužů. Většina z nich byla vyprodána, což představovalo návštěvu 11 000 diváků.
Víceúčelová aréna získala od poloviny ledna 2020 jméno OWL Arena. Přičiněním třinácti sponzorů, včetně fotbalového klubu Arminia Bielefeld, bylo cílem na dalších pět let zvýšit atraktivitu regionu Ostwestfalen-Lippe (OWL).

## Dopravní spojení
Ve vzdálenosti 500 metrů od arény se nachází železniční stanice Halle Gerry-Weber-Stadion na trati Halle Osnabrück–Bielefeld.

## Galerie

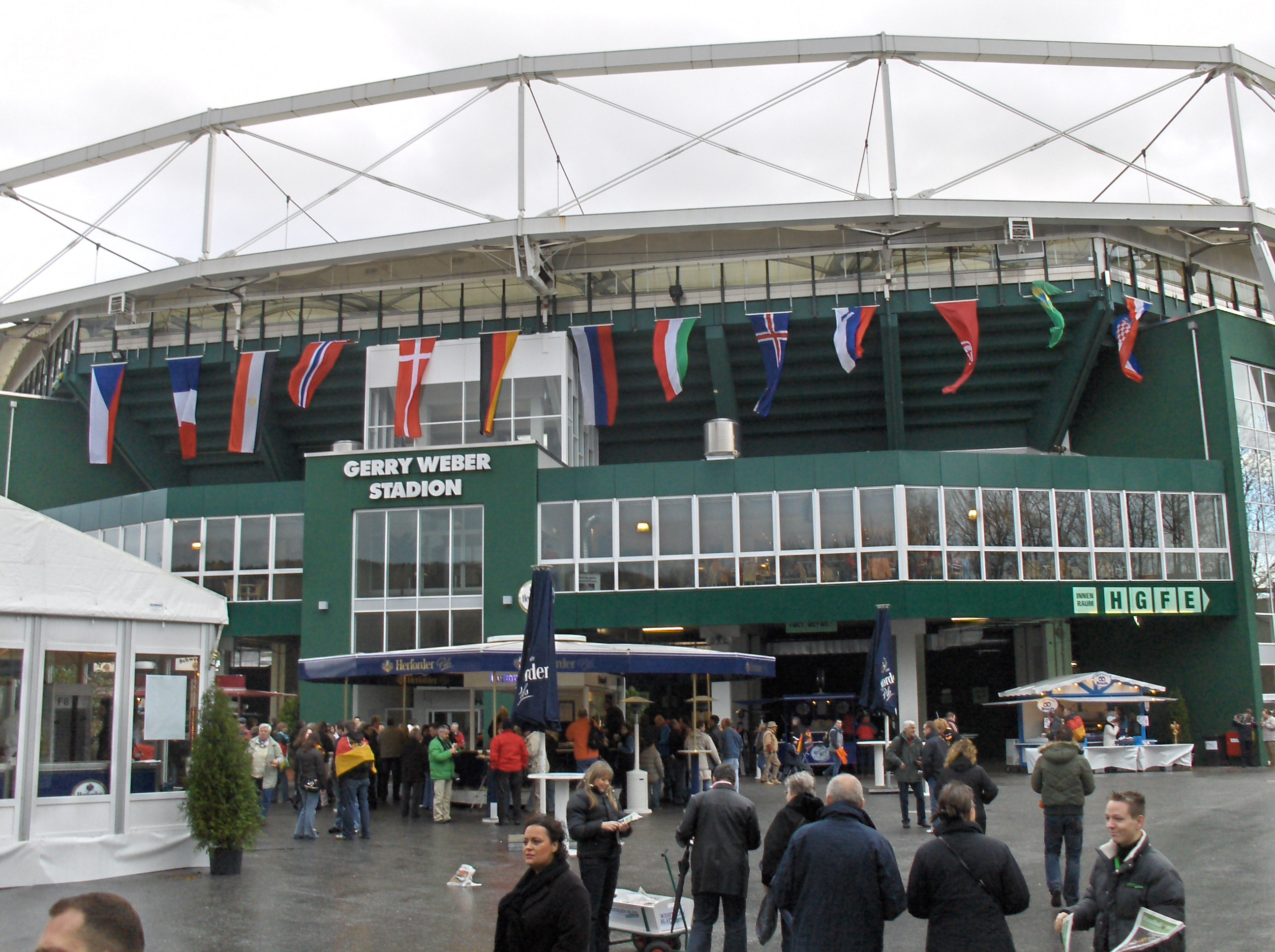
exteriér arény
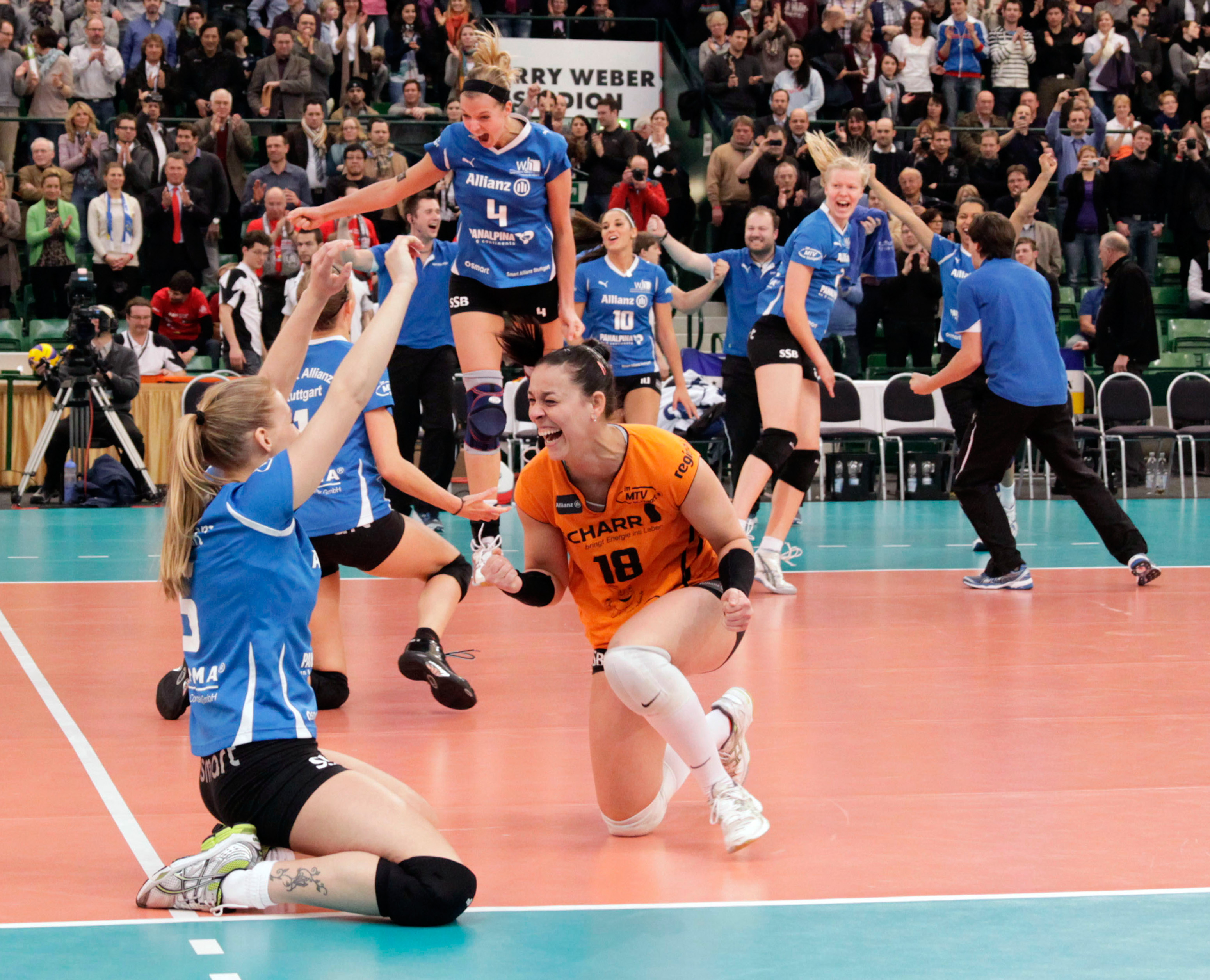
utkání házené
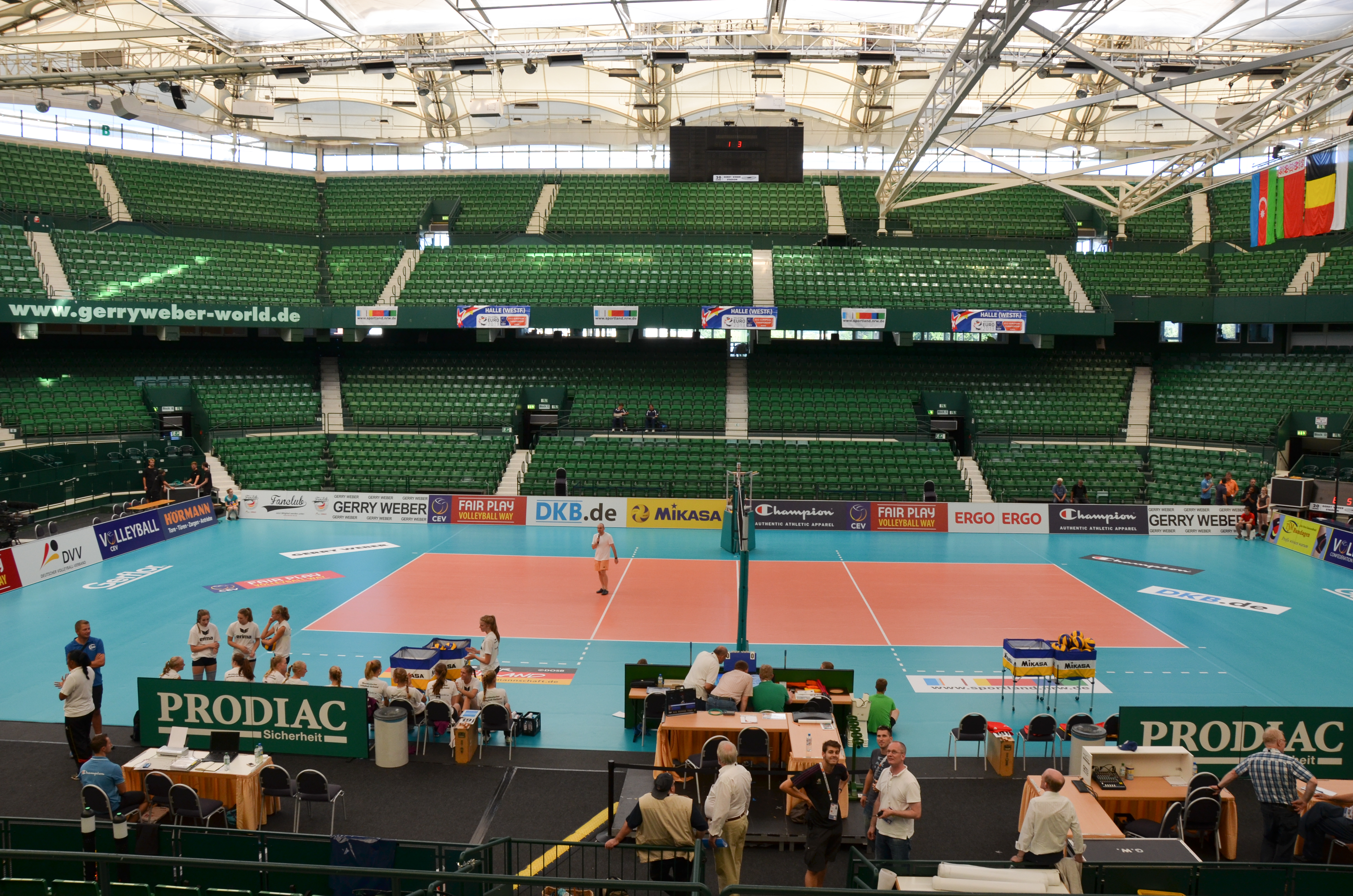
volejbalový kurt
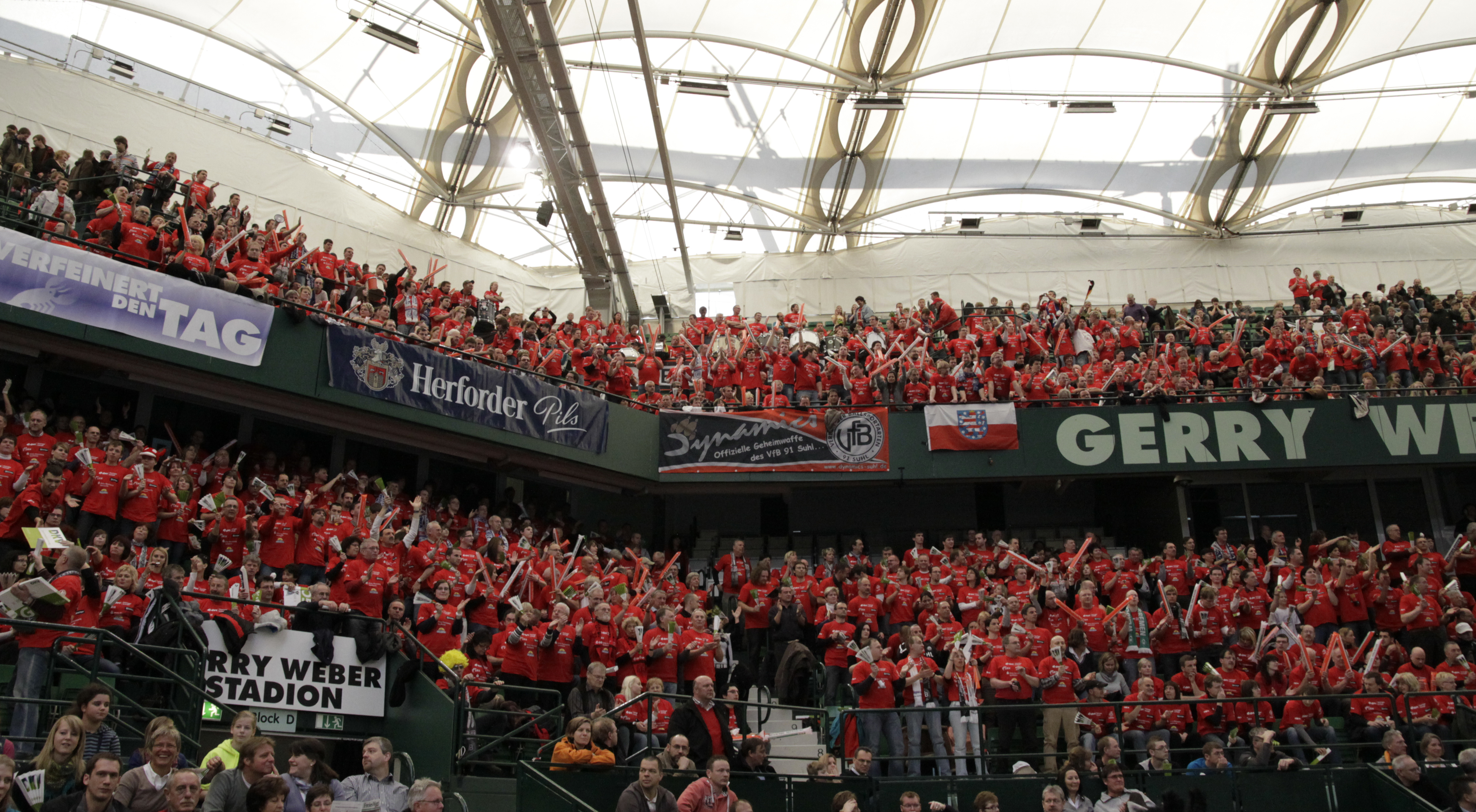
fanouškovský kotel během volejbalového zápasu
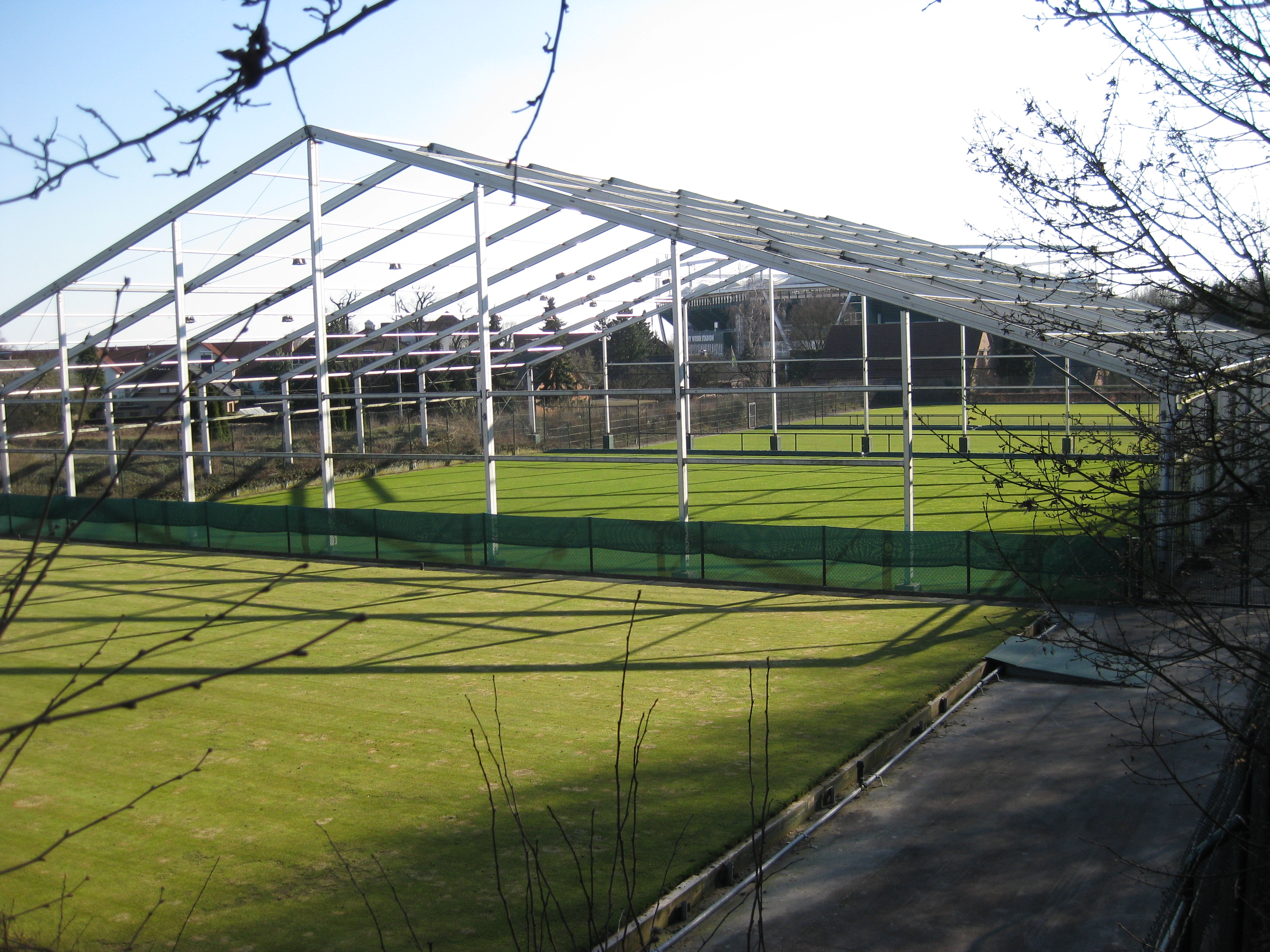
další tenisové dvorce